# Драјчићи
Драјчићи (алб. Drajçiq) су насељено место у општини Призрен на Косову и Метохији. Према попису становништва из 2011. у насељу је живео 151 становник.

## Положај
Село се налази у Средачкој жупи.

## Историја
У селу постоји црква светог Николе из XVI века. Сачуване су фреске, иконостас са осам престоних икона и олтарске двери, све из XVI или XVII века. Ту је и српска школа из 1904. године.

## Иван Јастребов о селу
Иван Јастребов је о овом селу записао да оно лежи испод Црног врха, подгорја Шаре, на пола сата од Љубиња (Доње Љубиње и Горње Љубиње). Тада је у селу било осам турских (муслиманских) кућа. До рата су ломили славски колач и славили Св. Јована. Православци славе архангела Михаила. Слично свим потурицама славили су св. Јована као славу, као прави хришћани, али након рата под религиозним прозелитизмом хоџа, били су принуђени да обуставе тај стари обичај. На питање зашто су прекинули да славе свеца одговарали су како је најзад потребно да се држе једне вере, а не двеју. Раније су куповали црквени колач и носили га у цркву, а други чак присуствовали богослужењима, само се нису крстили. Западно од села водена бујица тече према селу Средска и зове се Гробнички поток, у Хрисовуљи је назван мртвачким. По свој прилици то село је ново, по Јастребову. Мртвачки поток служи као његова граница са Љубињем, а изнад села Драјчића је планина Трескавац. Јастребов је записао да се на иконама цркве у селу Драјчићи налазе следећи натписи. На икони Спаситеља: + Помени Господи Раико фи поб вале з и (7050. - 1542. г.), на икони Богородице: + Помени Господи Степан Бонова, на икони Св. Јована: + Помени Господи раба тфоего Станиславе.

## Становништво
Према попису из 2011. године, Драјчићи имају следећи етнички састав становништва:
| Националност | 2011.       |
| Бошњаци      | 95 (62,91%) |
| Албанци      | 28 (18,54%) |
| Срби         | 26 (17,22%) |
| неизјашњени  | 2 (1,33%)   |
| Укупно       | 151         |

| Демографија | Демографија | Демографија |
| Година      | Становника  | Становника  |
| ----------- | ----------- | ----------- |
| 1948.       | 554         |             |
| 1953.       | 538         |             |
| 1961.       | 496         |             |
| 1971.       | 493         |             |
| 1981.       | 365         |             |
| 1991.       | 279         |             |
| 2011.       | 151         |             |

### Порекло становништва
Подаци из 1947
Село је 1947. године имало 70 кућа. Срби православци (61 k.) и Муслимани (9 k.) укупно= 70 кућа.
- Старинци: 19 кућа, остали су стари досељеници који су се досељавали у 17 и 18. веку из Старе Херцеговине, од Никшића, из Тетовске котлине и од Призрена.

### Фамилије
Фамилије у селу носе презимена Угриновић, Станојевић , Ђурђевић (презиме), Ђорђевић, Јовановић, Михајловић, Симић, Николић, Спасићи.